# Champagne-Ardenne
Champagne-Ardenne je bivša (1982. – 2015.) francuska regija koja se sastojala od četiri departmana: Aube,  Ardennes, Haute-Marne i Marne.

## Povijest
Povijest ove regije seže još od doba antike.
- U rimsko doba, grad Reims (latinski: Durocortorum) je bio raskrižje puteva i bio je najnaseljeniji grad sjeverno od Rima.
- Još od 496. godine, kada je u Reimsu kršten Clovis Prvi, u tom gradu su se krunili kraljevi Francuske
- Tijekom Prvog svjetskog rata u ovoj regiji su se održale važne bitke: Bitka na Marnei pblizu pariza (6. do 9. rujna 1914.) :  Chemin des Dames (proljeće 1917.), i potom druga bitka na Marnei (1918.)
- Tijekom Drugog svjetskog rata, na Ardenima su Francuzi doživjeli poraz 1940. godine,a potom je isto u Ardenima organizirana kontraofenziva 1944.
- 1996, papa Ivan Pavao II. je posjetio Reims na 1500-tu godišnjicu krštenja Clovisa

## Administracija
Od lokalnih izbora 2004. godine na vlasti je Socijalistička Partija na čijem je čelu Jean-Paul Bachy.

## Zemljopis
Champagne-Ardenne se nalazi na sjeveroistoku Francuske, na granici s Belgijom. Sastoji se od četiri departmana.
Rijeke u regiji koje su karakteristične po tome što plove zapadno su: Seine, Marne, i Aisne.
Kroz regiju prolaze tri autoputa ukupne dužine od 460 km:
- Autocesta A4 spaja Pariz i Strasbourg, kroz Reims
- Autocesta A5 spaja Pariz i Dijon, kroz Troyes i Chaumont
- Autocesta A26 spaja Calais i Dijon, kroz Reims i Châlons-en-Champagne

Od željezničkih puteva ovdje prolazi linija koja povezuje Pariz i Strasbourg.
Također je regija bogata i kanalima koji spajaju veći broj rijeka.
Klima u regiji je umjereno blaga, kreće se od 2°C tijekom siječnja do 18°C tijekom srpnja. Prosječna godišnja temperatura je 10°C. Padaline su umjerene (između 550 i 700mm godišnje).

## Gospodarstvo
- 61.4% zemljišta je poljoprivredno
- 282.37 km² vinograda
- Champagne (Šampanja) je prodala u 2001. godini: 263 milijuna boca vina, od kojih je 37.6% izvezeno
- Važna poljoprivredna i metalurška regija
- udruga Champagne-Céréales je prva u Europi po proizvodnji žitarica

## Stanovništvo
Broj stanovnika ove regije je u stalnom padu još od 1982. godine, radi iseljenja u urbane krajeve. Regija sadrži samo 0,5 % ukupnog stanovništva Francuske i to je čini jednom od najmanje naseljenih pokrajina u Francuskoj. 

## Kultura i turizam
- 291 turističkih hotela (8 000 soba)
- 152 objekata koji nude smještaj
- 19 muzeja, 92 kino dvorana, 16 kazališta, 10 golf terena
- 650 km plovnih puteva i 8 jezera (u regiji se nalazi Lac du Der-Chantecoq, najveće umjetno jezero u Europi, namijenjeno za turizam

## Vanjske poveznice
- Stranica regionalnog vijeća Champagne-Ardennea  Arhivirana inačica izvorne stranice od 12. veljače 2006. (Wayback Machine)
- Turizam u Champagne-Ardenne
- Park prirode Forêt d'Orient

|  | Portal Francuske – Pristup člancima s tematikom o Francuskoj. |